# Nati nel 1965/Agosto
| Questa pagina contiene informazioni ricavate automaticamente dalle voci biografiche con l'ausilio del template Bio e di un bot. L'aggiornamento è periodico e automatico e ricostruisce completamente la pagina. Se manca una persona in questa lista, sei pregato di non aggiungerla, ma accertati piuttosto che la sua voce biografica contenga il template Bio e che i dati anagrafici siano correttamente compilati. Se il template Bio manca, inseriscilo tu stesso o, in alternativa, metti l'avviso {{tmp\|Bio}} che ne segnala la mancanza. Se i dati riportati sono sbagliati, correggi direttamente la voce biografica; le modifiche saranno visibili in questa lista entro pochi giorni. Per chiarimenti vedi il progetto biografie. La lista contiene solo le 310 persone che sono citate nell'enciclopedia e per le quali è stato implementato correttamente il template Bio. Pagina aggiornata al 18 ago 2025. |

- 1º agosto - Paolo Agostini, ex mezzofondista e fondista di corsa in montagna italiano
- 1º agosto - Luca Banchi, allenatore di pallacanestro italiano
- 1º agosto - Tore Kallstad, ex calciatore norvegese
- 1º agosto - Fabio Maniscalco, archeologo italiano († 2008)
- 1º agosto - Sam Mendes, regista, sceneggiatore e produttore cinematografico britannico
- 1º agosto - Stefano Zarattini, imprenditore e dirigente sportivo italiano
- 1º agosto - Adrian Țuțuianu, politico rumeno
- 2 agosto - Robert Bilott, avvocato statunitense
- 2 agosto - David Cluett, calciatore maltese († 2005)
- 2 agosto - Mark Cross, batterista britannico
- 2 agosto - Enrico Cucchi, calciatore italiano († 1996)
- 2 agosto - Michele De Pirro, autore televisivo italiano
- 2 agosto - Nasir Khamees, ex calciatore emiratino
- 2 agosto - Günter Kutowski, ex calciatore tedesco
- 2 agosto - Mirko Milićević, ex cestista jugoslavo
- 2 agosto - Rafael Paz, ex calciatore spagnolo
- 2 agosto - Giulio Ricciarelli, attore, sceneggiatore e regista italiano
- 2 agosto - Refik Šabanadžović, ex calciatore jugoslavo
- 3 agosto - Robertino Jelovčić, allenatore di calcio a 5 e ex giocatore di calcio a 5 croato
- 3 agosto - Jo Kwan-woo, cantautore e attore sudcoreano
- 3 agosto - Jordi Sans, ex pallanuotista spagnolo
- 3 agosto - Mark Stent, produttore discografico britannico
- 3 agosto - Jesmond Zerafa, allenatore di calcio e ex calciatore maltese
- 4 agosto - Neus Asensi, attrice spagnola
- 4 agosto - Vishal Bhardwaj, compositore, regista e produttore cinematografico indiano
- 4 agosto - Terri Lyne Carrington, batterista, compositrice e cantante statunitense
- 4 agosto - Crystal Chappell, attrice statunitense
- 4 agosto - Dennis Lehane, scrittore, sceneggiatore e produttore televisivo statunitense
- 4 agosto - Fredrik Reinfeldt, economista, docente e scrittore svedese
- 4 agosto - Manfred Ruhmer, sportivo austriaco
- 4 agosto - Yumiko Shige, velista giapponese († 2018)
- 4 agosto - Michael Skibbe, allenatore di calcio e ex calciatore tedesco
- 4 agosto - Trena Trice, ex cestista e allenatrice di pallacanestro statunitense
- 4 agosto - James Tupper, attore e sceneggiatore canadese
- 4 agosto - Riho Västrik, regista, produttore cinematografico e sceneggiatore estone
- 5 agosto - Jeff Coffin, sassofonista statunitense
- 5 agosto - Kim Kold, attore e ex calciatore danese
- 5 agosto - Manuela Marxer, ex multiplista liechtensteinese
- 5 agosto - Dorin Mateuț, ex calciatore rumeno
- 5 agosto - Fulvio Rondini, dirigente sportivo e ex calciatore italiano
- 5 agosto - Monica Ward, doppiatrice, direttrice del doppiaggio e attrice italiana
- 5 agosto - Scott William Winters, attore statunitense
- 6 agosto - Luc Alphand, ex sciatore alpino e pilota automobilistico francese
- 6 agosto - Ravi Coltrane, sassofonista statunitense
- 6 agosto - Mark Davis, ex attore pornografico britannico
- 6 agosto - Roberto Genovesi, scrittore e giornalista italiano
- 6 agosto - Kate Gulbrandsen, cantante norvegese
- 6 agosto - Yuki Kajiura, musicista, compositrice e produttrice discografica giapponese
- 6 agosto - Juliane Köhler, attrice tedesca
- 6 agosto - Marco Liorni, conduttore televisivo e autore televisivo italiano
- 6 agosto - Olivier Megaton, regista, sceneggiatore e writer francese
- 6 agosto - Stéphane Peterhansel, pilota motociclistico e pilota di rally francese
- 6 agosto - Thomas Rabe, manager tedesco
- 6 agosto - Jeremy Ratchford, attore canadese
- 6 agosto - David Robinson, ex cestista statunitense
- 6 agosto - Thomas Schönlebe, ex velocista tedesco
- 6 agosto - De'voreaux White, attore statunitense
- 6 agosto - Attila Szabo, ex cestista rumeno
- 6 agosto - Ye Huanming, ex sollevatore cinese
- 6 agosto - Gianni Zanasi, regista, sceneggiatore e produttore cinematografico italiano
- 7 agosto - Il'dar Achmerov, ammiraglio russo
- 7 agosto - Jocelyn Angloma, allenatore di calcio e ex calciatore francese
- 7 agosto - Mario Ansaldi, allenatore di calcio e ex calciatore italiano
- 7 agosto - Jon Jon Briones, attore e cantante filippino
- 7 agosto - Giovanni Del Ponte, scrittore italiano
- 7 agosto - Youssef Hocine, ex schermidore francese
- 7 agosto - Elizabeth Manley, ex pattinatrice artistica su ghiaccio canadese
- 7 agosto - Jules Radino, batterista statunitense
- 7 agosto - Carlo Recagno, fumettista italiano
- 7 agosto - Johnny Solinger, cantante statunitense († 2021)
- 8 agosto - El Hefe, chitarrista e trombettista statunitense
- 8 agosto - Ornella Della Libera, scrittrice italiana
- 8 agosto - Annibale Pavone, attore italiano
- 8 agosto - Margarita Rosa de Francisco, attrice, cantante e conduttrice televisiva colombiana
- 9 agosto - Chris Miller, giocatore di football americano statunitense
- 9 agosto - Sabine Petzl, attrice e conduttrice televisiva austriaca
- 9 agosto - John Smith, ex lottatore statunitense
- 10 agosto - Namjilyn Bajarsajhan, ex pugile mongolo
- 10 agosto - Stéphane Chambon, pilota motociclistico francese
- 10 agosto - Rich Cho, dirigente sportivo statunitense
- 10 agosto - Claudia Christian, attrice statunitense
- 10 agosto - Lorella Cuccarini, conduttrice televisiva, ballerina e cantante italiana
- 10 agosto - Toumani Diabaté, musicista maliano († 2024)
- 10 agosto - Jackie Espinosa, ex cestista statunitense
- 10 agosto - Percy Lorenzo Galván Flores, arcivescovo cattolico boliviano
- 10 agosto - Kulvinder Ghir, attore, scrittore e cabarettista britannico
- 10 agosto - Li Hongbing, ex calciatore cinese
- 10 agosto - Monica Mosca, giornalista italiana
- 10 agosto - Igor' Gennad'evič Naumkin, scacchista russo († 2022)
- 10 agosto - Pat Spurgin, ex tiratrice a segno statunitense
- 10 agosto - John Starks, ex cestista e allenatore di pallacanestro statunitense
- 10 agosto - Eric Thal, attore statunitense
- 11 agosto - Kym Barrett, costumista australiana
- 11 agosto - Doug Bowser, imprenditore e dirigente d'azienda statunitense
- 11 agosto - Eva Catizone, politica italiana
- 11 agosto - Embeth Davidtz, attrice statunitense
- 11 agosto - Viola Davis, attrice e produttrice televisiva statunitense
- 11 agosto - Royce Deppe, ex tennista sudafricano
- 11 agosto - Robert Fleck, allenatore di calcio e ex calciatore scozzese
- 11 agosto - Gunnar Halle, allenatore di calcio e ex calciatore norvegese
- 11 agosto - Maria Laura Mantovani, politica italiana
- 11 agosto - Duane Martin, attore, sceneggiatore e produttore cinematografico statunitense
- 11 agosto - Shinji Mikami, autore di videogiochi giapponese
- 11 agosto - Angelo Orlando, allenatore di calcio e ex calciatore italiano
- 11 agosto - Adolfo Sormani, ex calciatore e allenatore di calcio italiano
- 11 agosto - Gary Stebbing, ex calciatore inglese
- 11 agosto - Jari Torkki, ex hockeista su ghiaccio finlandese
- 11 agosto - Cristina de Inza, attrice spagnola
- 12 agosto - Susan Akin, modella statunitense
- 12 agosto - Jasminka Alić, ex cestista jugoslava
- 12 agosto - Giuseppe Argentesi, allenatore di calcio e ex calciatore italiano
- 12 agosto - Gianluca Battaglion, chitarrista e compositore italiano
- 12 agosto - Conny van Bentum, ex nuotatrice olandese
- 12 agosto - Mohammed Deif, generale palestinese († 2024)
- 12 agosto - Dr. Wagner Jr., wrestler messicano
- 12 agosto - Peter Krause, attore statunitense
- 12 agosto - Kathrine Narducci, attrice statunitense
- 12 agosto - Vincent Newman, produttore cinematografico statunitense
- 12 agosto - John Shea, mafioso e collaboratore di giustizia statunitense
- 12 agosto - Raimondo Vairetti, ex ciclista su strada italiano
- 13 agosto - Masashi Abe, ex combinatista nordico giapponese
- 13 agosto - Miquel Calçada, giornalista spagnolo
- 13 agosto - Jorge Perugorría, attore e regista cubano
- 13 agosto - Marcello Pieri, cantautore italiano
- 13 agosto - Tommy Sjödin, ex hockeista su ghiaccio svedese
- 13 agosto - Marco Toini, ex maratoneta e fondista di corsa in montagna italiano
- 13 agosto - Armands Zeiberliņš, ex calciatore sovietico
- 14 agosto - Martin Allen, allenatore di calcio e ex calciatore inglese
- 14 agosto - Brannon Braga, sceneggiatore e produttore televisivo statunitense
- 14 agosto - Solex, musicista olandese
- 14 agosto - Marcelino García Toral, allenatore di calcio e ex calciatore spagnolo
- 14 agosto - Boris Kollár, politico e imprenditore slovacco
- 14 agosto - Mun Gyeong-ja, ex cestista sudcoreana
- 14 agosto - Terry Richardson, fotografo e regista statunitense
- 15 agosto - Juan Carlos Almada, ex calciatore argentino
- 15 agosto - Mensur Bajramović, ex cestista e allenatore di pallacanestro bosniaco
- 16 agosto - Berardino Capocchiano, ex calciatore italiano
- 16 agosto - Choi Young-jun, allenatore di calcio e ex calciatore sudcoreano
- 16 agosto - Agnese Gallicchio, politica italiana
- 16 agosto - Chris Logan, cantante e compositore statunitense
- 16 agosto - Eric van der Luer, ex calciatore olandese
- 16 agosto - Alberto Molonia, attore italiano
- 16 agosto - Alfredo Passarelli, ex cestista italiano
- 16 agosto - Ivan Scalfarotto, attivista e politico italiano
- 16 agosto - Jari Sillanpää, cantante finlandese
- 16 agosto - Tamara Sivakova, atleta paralimpica bielorussa
- 16 agosto - Paul Williams, ex calciatore inglese
- 17 agosto - Anna Maria Bernini, politica italiana
- 17 agosto - Luca Evangelisti, ex calciatore italiano
- 17 agosto - Fred Grim, dirigente sportivo, allenatore di calcio e ex calciatore olandese
- 17 agosto - Per Joar Hansen, allenatore di calcio e ex calciatore norvegese
- 17 agosto - Torbjørn Jensen, ex calciatore faroese
- 17 agosto - David McCormick, imprenditore e politico statunitense
- 17 agosto - Anton Pfeffer, allenatore di calcio e ex calciatore austriaco
- 17 agosto - Paola Pozzoni, ex fondista italiana
- 17 agosto - Gabriel Valarín, allenatore di calcio a 5 e ex giocatore di calcio a 5 argentino
- 17 agosto - Sergio Vargas, ex calciatore cileno
- 18 agosto - Andrea Blasi, cestista italiano († 2002)
- 18 agosto - Paolo Casoli, pilota motociclistico italiano
- 18 agosto - Fiorella Ceccacci Rubino, attrice e ex politica italiana
- 18 agosto - Walter Dondoni, allenatore di calcio e ex calciatore italiano
- 18 agosto - Ernesto Lama, attore italiano
- 18 agosto - Ikue Ōtani, attrice e doppiatrice giapponese
- 18 agosto - Osian Roberts, dirigente sportivo, allenatore di calcio e ex calciatore gallese
- 18 agosto - Nils Rudolph, ex nuotatore tedesco
- 18 agosto - Bernhard Trares, allenatore di calcio e ex calciatore tedesco
- 18 agosto - Abd Allah bin Musa'id Al Sa'ud, principe, politico e imprenditore saudita
- 19 agosto - Nicolaj Brüel, direttore della fotografia danese
- 19 agosto - Josef Bucher, politico austriaco
- 19 agosto - Ronald Castillo, ex giocatore di calcio a 5 costaricano
- 19 agosto - Kevin Dillon, attore statunitense
- 19 agosto - Augustine Eguavoen, allenatore di calcio e ex calciatore nigeriano
- 19 agosto - Ashot Ghulyan, politico karabakho
- 19 agosto - Kyra Sedgwick, attrice, regista e produttrice cinematografica statunitense
- 19 agosto - Jürgen Mandl, ex bobbista, ex multiplista e ex ostacolista austriaco
- 19 agosto - Maria de Medeiros, attrice, regista e cantante portoghese
- 19 agosto - Hans-Christian Schmid, regista cinematografico tedesco
- 19 agosto - James Tomkins, canottiere australiano
- 20 agosto - Antoine Camilleri, arcivescovo cattolico e diplomatico maltese
- 20 agosto - Paolo Celata, giornalista italiano
- 20 agosto - Ali Dia, ex calciatore senegalese
- 20 agosto - Markus Gandler, ex fondista austriaco
- 20 agosto - Elena Guerrero, ex cestista dominicana
- 20 agosto - KRS-One, rapper, attivista e writer statunitense
- 20 agosto - Moses Tanui, ex mezzofondista e maratoneta keniota
- 21 agosto - Roberto Biffi, allenatore di calcio e ex calciatore italiano
- 21 agosto - Martín Farfán, ex ciclista su strada colombiano
- 21 agosto - Tuija Harvio, ex cestista finlandese
- 21 agosto - Mike Howe, cantante statunitense († 2021)
- 21 agosto - John Ioannidis, medico e epidemiologo greco
- 21 agosto - Pavel Telička, politico ceco
- 22 agosto - Franko Bogdan, allenatore di calcio e ex calciatore croato
- 22 agosto - Giōrgos Christodoulou, ex calciatore cipriota
- 22 agosto - D. C. Cooper, cantante statunitense
- 22 agosto - Michael Delany, ex nuotatore australiano
- 22 agosto - Courtney Gains, attore statunitense
- 22 agosto - Tom Gibis, doppiatore e attore statunitense
- 22 agosto - Patricia Hy-Boulais, ex tennista hongkonghese
- 22 agosto - Kim Jackson, cantante irlandese
- 22 agosto - Pablo Marín, ex calciatore ecuadoriano
- 22 agosto - Thaddeus McCotter, politico e avvocato statunitense
- 22 agosto - David Reimer, canadese († 2004)
- 22 agosto - Marcel Sabou, calciatore rumeno († 2025)
- 22 agosto - Ólafur Þórðarson, allenatore di calcio e ex calciatore islandese
- 23 agosto - Roger Avary, sceneggiatore, regista e produttore cinematografico statunitense
- 23 agosto - Andrea Pucci, comico, cabarettista e attore italiano
- 23 agosto - Chris Bachalo, fumettista canadese
- 23 agosto - Carmine Antonio Catenazzo, organista, direttore di coro e direttore d'orchestra italiano
- 23 agosto - Helmut Ettl, economista austriaco
- 23 agosto - Mark Ingram, ex giocatore di football americano statunitense
- 23 agosto - Yūsuke Minoguchi, ex calciatore giapponese
- 23 agosto - Elizabeth Minter, ex tennista australiana
- 23 agosto - Ilija Trojanow, scrittore, traduttore e editore bulgaro
- 23 agosto - Flex Wheeler, culturista statunitense
- 24 agosto - Roberto Andreucci, produttore cinematografico, produttore televisivo e attore italiano
- 24 agosto - Sylvia Eder, ex sciatrice alpina austriaca
- 24 agosto - Marc Maes, ex giocatore di calcio a 5 belga
- 24 agosto - Marlee Matlin, attrice statunitense
- 24 agosto - Reggie Miller, ex cestista statunitense
- 24 agosto - Carol Montgomery, ex triatleta canadese
- 24 agosto - Giacomo Morandi, arcivescovo cattolico italiano
- 24 agosto - Peter Pokai, ex cestista neozelandese
- 24 agosto - Fernando Roese, ex tennista brasiliano
- 25 agosto - Cornelius Bennett, ex giocatore di football americano statunitense
- 25 agosto - Frane Bućan, ex calciatore croato
- 25 agosto - Tim Cain, autore di videogiochi e youtuber statunitense
- 25 agosto - Marco Clementi, storico italiano
- 25 agosto - Nigel Durham, batterista britannico
- 25 agosto - Andrew Feustel, ex astronauta e geofisico statunitense
- 25 agosto - Kathleen Horvath, ex tennista statunitense
- 25 agosto - Christina Riegel, ex pattinatrice artistica su ghiaccio tedesca
- 25 agosto - Dragan Talajić, allenatore di calcio e ex calciatore croato
- 25 agosto - David Taylor, allenatore di calcio e ex calciatore britannico
- 25 agosto - Patrick Thomassen, ex giocatore di calcio a 5 olandese
- 25 agosto - Mia Zapata, cantante e musicista statunitense († 1993)
- 26 agosto - Chris Burke, attore, scrittore e attivista statunitense
- 26 agosto - Alessandra Cassioli, doppiatrice italiana
- 26 agosto - Marcus du Sautoy, matematico inglese
- 26 agosto - Bobby Duncum, wrestler statunitense († 2000)
- 26 agosto - Bill Hitchcock, ex giocatore di football americano canadese
- 26 agosto - Yoshiaki Katō, pilota motociclistico giapponese
- 26 agosto - Mario Più, disc jockey italiano
- 26 agosto - Nobuhiro Ueno, allenatore di calcio e ex calciatore giapponese
- 26 agosto - Andrea Zanoni, politico italiano
- 27 agosto - Loris Barbiero, ex cestista e allenatore di pallacanestro italiano
- 27 agosto - Matjaž Debelak, saltatore con gli sci sloveno
- 27 agosto - Carlos Dicenta, ex cestista spagnolo
- 27 agosto - E-Type, musicista e cantante svedese
- 27 agosto - Walter Frau, carabiniere italiano († 1995)
- 27 agosto - Mike Johnson, bassista e cantautore statunitense
- 27 agosto - LeRoy Homer Jr., aviatore statunitense († 2001)
- 27 agosto - Miss Coco Peru, attore e comico statunitense
- 27 agosto - Giōrgos Papadakos, ex cestista canadese
- 27 agosto - Paulo Pereira, ex calciatore brasiliano
- 27 agosto - Michael Dean Perry, ex giocatore di football americano statunitense
- 27 agosto - Ange Postecoglou, allenatore di calcio e ex calciatore greco
- 27 agosto - Maria Carolina Salomè, attrice e drammaturga italiana
- 27 agosto - Lynn Shelton, regista, sceneggiatrice e attrice statunitense († 2020)
- 27 agosto - Paulo Silas, allenatore di calcio e ex calciatore brasiliano
- 27 agosto - Volker Türk, avvocato e diplomatico austriaco
- 27 agosto - Goran Vasilijević, ex calciatore jugoslavo
- 28 agosto - Željko Adžić, ex calciatore croato
- 28 agosto - Roberto Arditti, giornalista italiano
- 28 agosto - Pietro Borradori, compositore italiano
- 28 agosto - Dan Crowley, ex rugbista a 15 e investigatore australiano
- 28 agosto - Stig Arne Gjellestad, ex calciatore norvegese
- 28 agosto - Peter Kohl, imprenditore tedesco
- 28 agosto - Sonia Kruger, conduttrice televisiva, conduttrice radiofonica e personaggio televisivo statunitense
- 28 agosto - Dmitrij Kuznecov, allenatore di calcio e ex calciatore sovietico
- 28 agosto - Aramis Naglić, ex cestista e allenatore di pallacanestro croato
- 28 agosto - Umberto Pelizzari, apneista e conduttore televisivo italiano
- 28 agosto - Satoshi Tajiri, autore di videogiochi giapponese
- 28 agosto - Amanda Tapping, attrice canadese
- 28 agosto - Shania Twain, cantautrice, produttrice discografica e attrice canadese
- 28 agosto - Kenji Yamamoto, ex calciatore giapponese
- 28 agosto - François Zourabichvili, filosofo francese († 2006)
- 29 agosto - Peter Andersson, allenatore di hockey su ghiaccio e ex hockeista su ghiaccio svedese
- 29 agosto - Miguel Arteta, regista portoricano
- 29 agosto - Alfons Arts, allenatore di calcio e ex calciatore olandese
- 29 agosto - Nedeljko Ašćerić, ex cestista e allenatore di pallacanestro jugoslavo
- 29 agosto - Alessandra Borio, ex canottiera italiana
- 29 agosto - Flávio Campos, allenatore di calcio e ex calciatore brasiliano
- 29 agosto - Andrew Nkea Fuanya, arcivescovo cattolico camerunese
- 29 agosto - Ella Lemhagen, regista e sceneggiatrice svedese
- 29 agosto - Paola Massidda, politica italiana
- 29 agosto - Piero Messina, giornalista e saggista italiano
- 29 agosto - Massimiliano Nardecchia, allenatore di calcio e ex calciatore italiano
- 29 agosto - Will Perdue, ex cestista statunitense
- 29 agosto - Gerhard Rodax, calciatore austriaco († 2022)
- 29 agosto - Frances Ruffelle, attrice e cantante inglese
- 29 agosto - Halima Soussi, ex cestista francese
- 29 agosto - Dina Spybey, attrice statunitense
- 29 agosto - Maryna Tkačenko, ex cestista e allenatore di pallacanestro ucraina
- 30 agosto - Oscar Arango, ex schermidore colombiano
- 30 agosto - Makkox, fumettista, disegnatore e vignettista italiano
- 30 agosto - Peter Grant, allenatore di calcio e ex calciatore scozzese
- 30 agosto - Laeta Kalogridis, sceneggiatrice, produttrice cinematografica e produttrice televisiva statunitense
- 30 agosto - Simon Merrells, attore britannico
- 30 agosto - Anna Nakagawa, attrice giapponese († 2014)
- 30 agosto - Massimo Rinaldi, allenatore di sci alpino e dirigente sportivo italiano
- 31 agosto - Stefano Battaglia, pianista e compositore italiano
- 31 agosto - Giovanni Bellucci, pianista italiano
- 31 agosto - Daniel Bernhardt, attore, artista marziale e modello svizzero
- 31 agosto - Céline Bonnier, attrice canadese
- 31 agosto - Zsolt Borkai, ex ginnasta, dirigente sportivo e politico ungherese
- 31 agosto - Roberto Deidier, poeta e saggista italiano
- 31 agosto - Ricardo Alfredo González, ex calciatore cileno
- 31 agosto - Margareta Keszeg, ex mezzofondista rumena
- 31 agosto - Pablo Motos, comico e conduttore televisivo spagnolo
- 31 agosto - Alessio Pala, allenatore di calcio e ex calciatore italiano